# Браслет из Денисовой пещеры

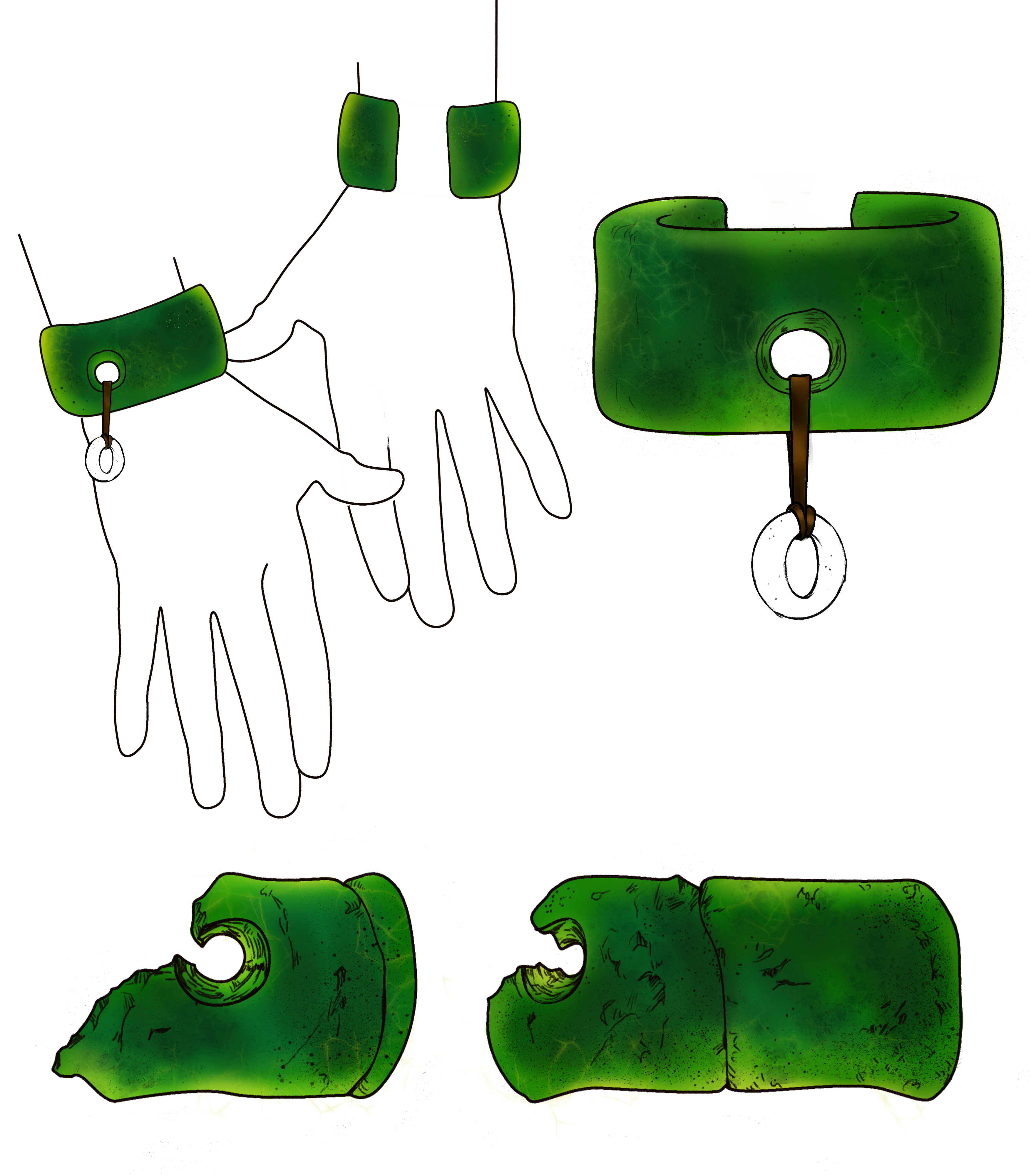
Рисунок-реконструкция браслета

Браслет из Денисовой пещеры — фрагменты браслета из тёмно-зелёного хлоритолита, обнаруженные в Денисовой пещере на Алтае около 2005 года. Браслет обнаружен в слое отложений возрастом приблизительно 40—45 тысяч лет, что делает его одним из древнейших когда-либо обнаруженных индивидуальных украшений, созданных человеком.

## Обнаружение

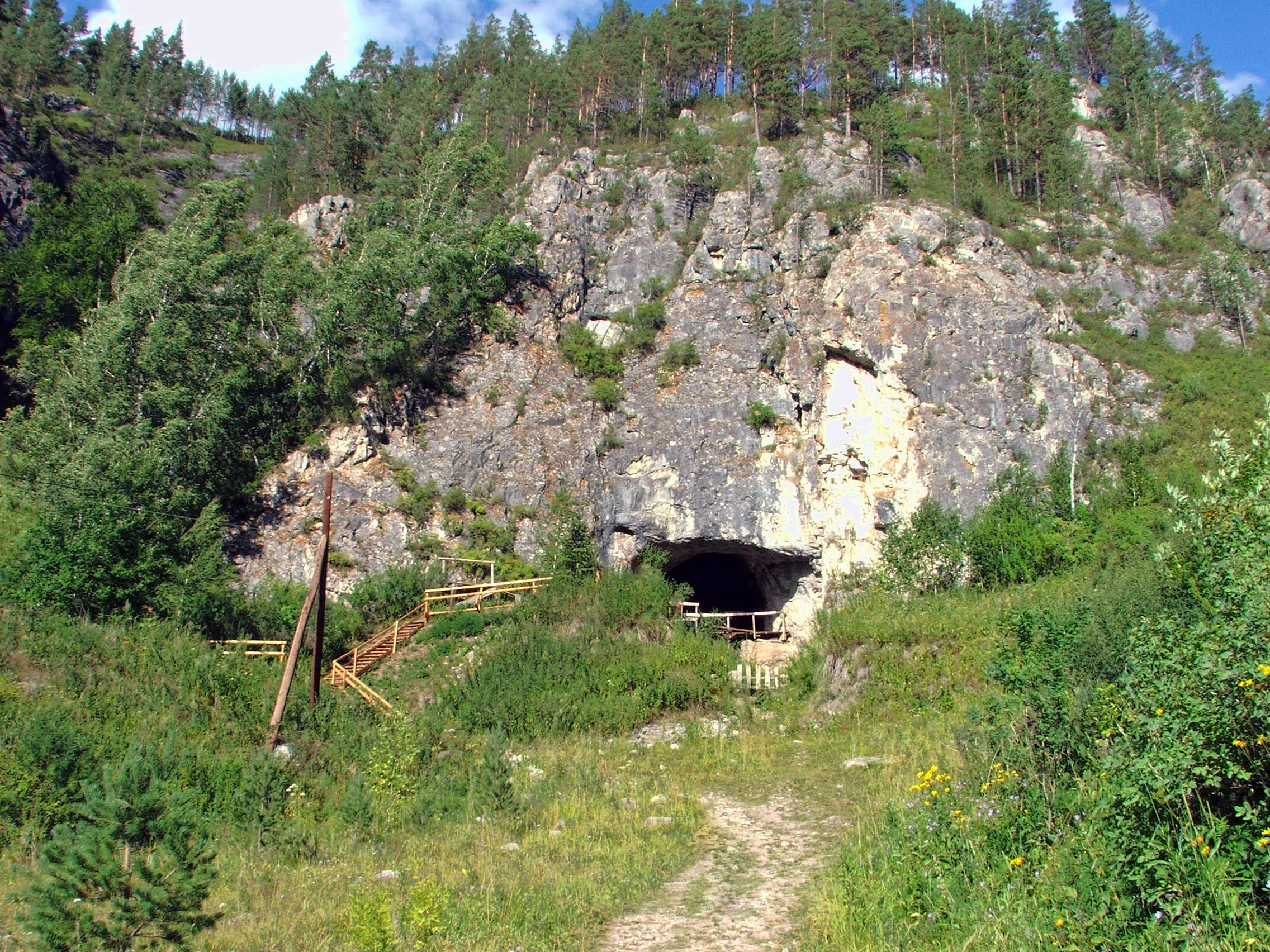
Вид на Денисову пещеру

Денисова пещера расположена в правом борту долины реки Ануй в 6 км ниже по течению от села Чёрный Ануй, Алтайского края. Её площадь составляет 270 квадратных метров, длина 110 метров. Археологическое исследование пещеры началось в 1982 году.
Браслет был обнаружен не позже 2005 года и детально описан в публикации 2008 года. Слой 11, в верхней части которого был найден браслет, соответствует верхнему палеолиту (30-50 тысяч лет назад). Браслет не является единственным украшением, найденным в этом слое. Рядом были обнаружены бусины из бивня мамонта, кости, скорлупы и камня, пронизки из трубчатых костей, подвески из зубов млекопитающих, поделочного камня и раковин моллюсков.
Месторождение хлоритолита, из которого сделан браслет, находится как минимум в 200 км от Денисовой пещеры. Сам минерал является редким для данной местности.

## Описание
Найденный фрагмент представляет собой два склеенных между собой осколка широкого браслета из тёмно-зелёного минерала (хлоритолита) шириной 27 мм и толщиной 9 мм. Диаметр целого изделия составлял, предположительно, около 70 мм. Браслет был незамкнутым. Рядом с одним из краёв отлома находится просверлённое отверстие, в которое продевался кожаный шнурок с подвеском. Таким образом, оригинальное украшение являлось составным. Сама подвеска не была обнаружена, но можно сказать, что она была достаточно тяжёлой, так как ремешок колебался и, следовательно, полировал края просверленного отверстия в определённой амплитуде. Это же позволило определить «верх» и «низ» изделия, что отверстие находилось ближе к его нижнему краю.

## Изготовление и использование
В результате детального исследования браслета удалось установить, что при его изготовлении применялись шлифовка на абразивах разного рода, полировка кожей и шкурой, а также технологии, которые, как считалось ранее, стали известны лишь в мезолите — скоростное станковое сверление и расточка инструментом в виде рашпиля.
Судя по следам использования, браслет носили на правой руке. Он постоянно контактировал с грязью, абразивами (песок, почва) и потожировыми выделениями человека. Он также неоднократно подвергался ударам более твёрдых предметов, от которых образовывались царапины и сколы по всей его внешней поверхности. Это может означать, что владелец выполнял различные действия, не снимая своего украшения. Полученные в процессе ношения выбоины подвергались небрежному ремонту — периодически затирались с помощью крупнозернистого абразива, но без последующей полировки. Также владелец не пытался затереть мелкие царапины с помощью мягкой кожи и вернуть изделию первоначальный блеск. Такая небрежность плохо сочетается с исключительным мастерством, которое потребовалось при его создании.
Браслет ломался минимум дважды. Первый раз — при неудачном сжатии или разгибании (при надевании на руку), и владелец пытался его починить, зашлифовав и склеив края. Второй раз — вероятнее всего, от удара о твёрдую поверхность в результате падения. После второго разлома изделие уже не подлежало ремонту.